# Ernst-Günther Schenck
Ernst-Günther Schenck (Marburgo, 3 de octubre de 1904-Aquisgrán, 21 de diciembre de 1998) fue un médico alemán que cumplió numerosas funciones durante el Tercer Reich tanto en la Wehrmacht como en la SS, donde alcanzó el rango de Obersturmbannführer.
En su trabajo como médico de un hospital en la antigua Cancillería durante los últimos días de la Segunda Guerra Mundial, conoció a Adolf Hitler, quien le consultó sobre su intención de suicidarse. Debido a este encuentro, sus memorias son valiosísimas como documento histórico. Sus memorias sobre este período influyeron en los relatos de Joachim Fest y de James P. O'Donnell sobre los últimos días de Hitler.
Schenck fue conocido por un público más amplio gracias a la película Der Untergang, en la que aparece como una contraparte racional hasta el final de la guerra frente al fanatismo de los nazis. Esta representación positiva muestra solo un aspecto de la biografía de Schenck, quien como médico de la SS llevó a cabo experimentos con seres humanos en el campo de concentración de Mauthausen-Gusen, en los cuales los reclusos murieron a causa de edemas de hambre

## Segunda Guerra Mundial
Schenck nació en Marburgo. Se doctoró en Medicina y se alistó en las SS. Durante la guerra, Schenck participó activamente en la creación de una gran plantación de hierbas en el campo de concentración de Dachau, la cual se componía de más de 200.000 plantas medicinales, a partir de las cuales se fabricaban, entre otras cosas, suplementos vitamínicos para las Waffen SS. En 1940, Schenck fue nombrado inspector de nutrición para la SS. 
En 1943 desarrolló una salchicha de proteína que fue enviada a las tropas en el frente de batalla. Antes de su aprobación, fue probada en 370 prisioneros, algunos de los cuales murieron. Según recordaba el deportado Marcelino Bilbao, ese mismo año Schenck realizó un experimento alimentario con cien republicanos españoles en el campo de Mauthausen: el experimento consistió en alimentarlos a base de cebada durante varias semanas consecutivas y el resultado final fue que muchos de ellos acabaron falleciendo. Además, estuvo relacionado con los intentos de desarrollar métodos holísticos para prevenir el cáncer por parte de Erwin Liek.
Según el Oberscharführer Hans Bottger (de la 1.ª División SS Leibstandarte SS Adolf Hitler), Schenck dejó su puesto gubernamental para marcharse al Frente Oriental en su "aprendizaje para la Cruz de Hierro"; sin embargo, en lugar de manipular la situación para obtener la medalla como muchos otros, Schenck quedó al mando de una batería de ametralladoras después de que el comandante fuera asesinado. Schenck actuó "bien" en combate y obtuvo la Cruz de Hierro de segunda clase.
Hacia el final de la guerra, Schenck se ofreció para trabajar en una estación de emergencia localizada en la Cancillería del Reich en abril de 1945, cerca del Führerbunker. Aunque no era licenciado en cirugía y carecía de experiencia, además de no contar con el material y la instrumentación necesaria para operar en caídos en batalla, realizó alrededor de cien operaciones quirúrgicas de importancia. En el transcurso de estas intervenciones, Schenck fue ayudado por el doctor Werner Haase, uno de los médicos personales de Hitler. Si bien Haase tenía mucha más experiencia en cirugía que Schenck, padecía de tuberculosis y muchas veces tenía que acostarse mientras trataba, en vano, de dar consejos a Schenck. Debido a la combinación de terribles condiciones y de su propia inexperiencia, después de la guerra, Schenck le dijo a O'Donell que era incapaz de recordar a un solo soldado alemán que hubiera operado y sobrevivido (tenía registros de sus operaciones).
En este período, Schenck vio a Hitler en persona tan solo dos veces y por un tiempo breve: una vez, cuando Hitler quiso agradecerle sus servicios médicos de urgencia y otra durante la "recepción" que siguió al matrimonio de Hitler con Eva Braun.

## Posguerra
En 1953 fue liberado por los rusos. Antes de escribir sus memorias, Schenck fue entrevistado por O'Donell para su libro The Bunker, que registra sus recuerdos de los últimos días de Hitler. En sus propias memorias, Schenck afirmó que su único interés era mejorar la nutrición y luchar contra el hambre. No obstante, un informe en 1963 condenó a Schenck por "usar a los humanos como objetos, como cobayas". En la República Federal de Alemania, no se le permitió a Schenck continuar con su carrera médica.

## Interpretaciones en los medios
Ernst-Günther Schenck fue interpretado por los siguientes actores en películas y televisión:
- Frank Gatliff en la película The Bunker (1981), basada en el libro homónimo de James O'Donnell.
- Christian Berkel en la película Der Untergang (2004), que muestra los diez últimos días de las personas que acompañaban a Hitler en el Führerbunker quienes se quedaron con él en Berlín mientras el Ejército Rojo proseguía su cerco a la ciudad.